# Vittorio Soleo
Vittorio Soleo   né le 13 septembre 1990 à Rome, est un acteur et mannequin italien.

## Biographie
Fils de l'actrice Manuela Gatti, diplômé en physique, il a commencé à travailler à 16 ans au McDonald's. Après trois ans, il a démissionné et commencé à travailler à Valtur en tant qu'animateur et musicien. Il est contacté pour poser comme modèle pour les deux catalogues Glamour et Photography.Il a fait ses débuts en posant pour des magazines de mode masculine. Giorgio Armani l'a sélectionné parmi ses modèles pour un défilé de mode pour Emporio Armani. Sur le plan musical, il collabore avec le label Giancarlo Meo. Il a également joué dans une série télé, pour le cinéma étranger, le théâtre et la radio.

## Mode

### Tournage principal
- EA7 e Emporio Armani (seconda linea di Armani)
- Lacoste
- Catalogo 2011-2012 Valtur
- Tunturi
- Rausch Shampoo
- Only&Sons

### Défilés
- Emporio Armani
- 100% Capri italia SRL
- Zanetti Fashion Clothes

## Filmographie

### Télévision
- Don Matteo 1 épisode (2017)
- Il commissario Montalbano  (2017)
- Un posto al sole (soap opera)  (2017)
- Il mondo sulle spalle  (2017)
- Complimenti per la connessione (2018)
- Mentre ero via 1 episodio (2017)

### Cinéma
- 2013 : La grande bellezza de Paolo Sorrentino
- 2018 : Silvio et les Autres  de Paolo Sorrentino

## Doublage

### Série animée
- Fujimaki dans Megalo Box
- Genkei dans Dragon Pilot

## Clips
- A me le donne mi lasciano pour Hit Mania Dance (sous le pseudonyme de RICCARDO PRIMO) (2016)[6]

## Théâtre
- La cattedrale, réalisé par Francesca Campagna (2017)